# Trône de Satan
Pour les articles homonymes, voir Trône (homonymie).
Le Trône de Satan est une expression qui figure dans un passage de l'Apocalypse de Jean qui situe cet élément symbolique dans la ville de Pergame en Asie mineure mais c'est aussi un objet qui fait l'œuvre de plusieurs intrigues :

« 12 Écris à l'ange de l’Église de Pergame : « Voici ce que dit celui qui tient l'épée aiguë à deux tranchants : 13Je connais [tes œuvres et] l’endroit où tu es établi : là se trouve le trône de Satan. Tu es fermement attaché à mon nom et tu n'as pas renié la foi en moi, même durant les jours où Antipas, mon témoin fidèle, a été mis à mort chez vous, là où Satan est établi (...)» (Apocalypse, 2, 12 et 13). »

## Interprétation
Le passage fait partie de la section de l'Apocalypse de Jean connue sous le nom de Lettres aux sept Églises. Celles-ci sont adressées aux chrétiens de ces villes d'Asie Mineure à propos desquelles elles livrent plus de détails que toute autre partie du Nouveau Testament. C'est ainsi à des lecteurs du Ier siècle que la symbolique de ces passages s'adresse.
Dans ce passage adressé à la communauté chrétienne de Pergame pour exalter sa résistance face aux difficultés, cette allusion au « trône de Satan » a pu décrire une réalité évidente pour les destinataires mais devenue obscure depuis.
Plusieurs interprétations ont été données de ce qu'est ce « trône de Satan » : il peut s'agir du Grand autel de Pergame mis en place au IIe siècle av. J.-C. par le souverain attalide Eumène II, du temple du dieu médecin Asclépios dont le symbole était un caducée autour duquel se love un serpent et dont Pergame était le principal lieu de culte, d'un temple de l'esprit de Rome existant depuis 195 av. J.-C., du temple dédié à César en 29 av. J.-C. et utilisé pour le culte impérial, voire du tribunal du proconsulat romain de la province romaine d'Asie dont la ville était le siège.
Certains auteurs ont voulu voir une allusion à l'importante communauté juive de Pergame mais il est plus vraisemblable que ce soit la ville elle-même — lieu important de la religion grecque et centre régional du pouvoir impérial — qui soit ainsi décrite, incarnant tout entière ce « trône de Satan » à un moment où, sous le règne de Domitien, les chrétiens y sont victimes d'une oppression comme semble le traduire la mention du martyre d'un certain Antipas, cité en exemple. D'une manière générale, le message des Sept lettres — à l'instar du reste du Livre — invite les communautés chrétiennes à tenir bon et à ne pas céder à ce que l'auteur décrit comme le mal.

## Vandalisme sur l’Île aux musées
En octobre 2020, environ 70 objets exposés dans différents musées de l’Île aux musées à Berlin ont été aspergés d'une substance huileuse. Les médias allemands lient ce vandalisme aux propos de conspirationnistes qui voient dans le Grand Autel de Pergame le trône de Satan.